# Tōyama Mitsuru
Tōyama Mitsuru est un nom japonais traditionnel ; le nom de famille (ou le nom d'école), Tōyama, précède donc le prénom (ou le nom d'artiste).
Tōyama Mitsuru (頭山 満), né le 21 mai 1855 dans le domaine de Fukuoka au Japon et mort le 5 octobre 1944 à Gotenba dans la préfecture de Shizuoka, est un homme politique japonais qui fonda la société de l'Océan noir.

## Biographie

### Jeunesse

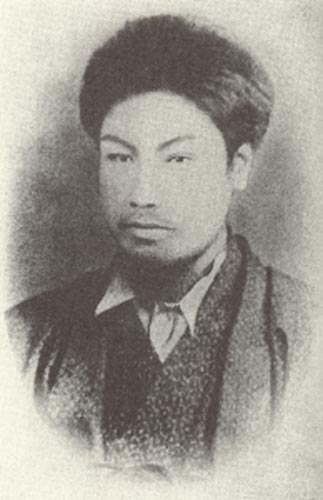
Tōyama Mitsuru en 1880.

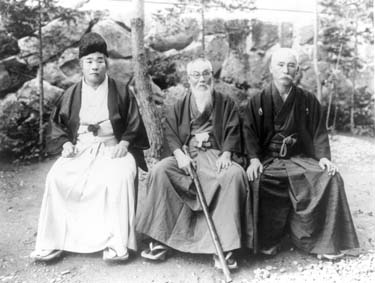
Onisaburō Deguchi, Tōyama Mitsuru et Ryōhei Uchida.

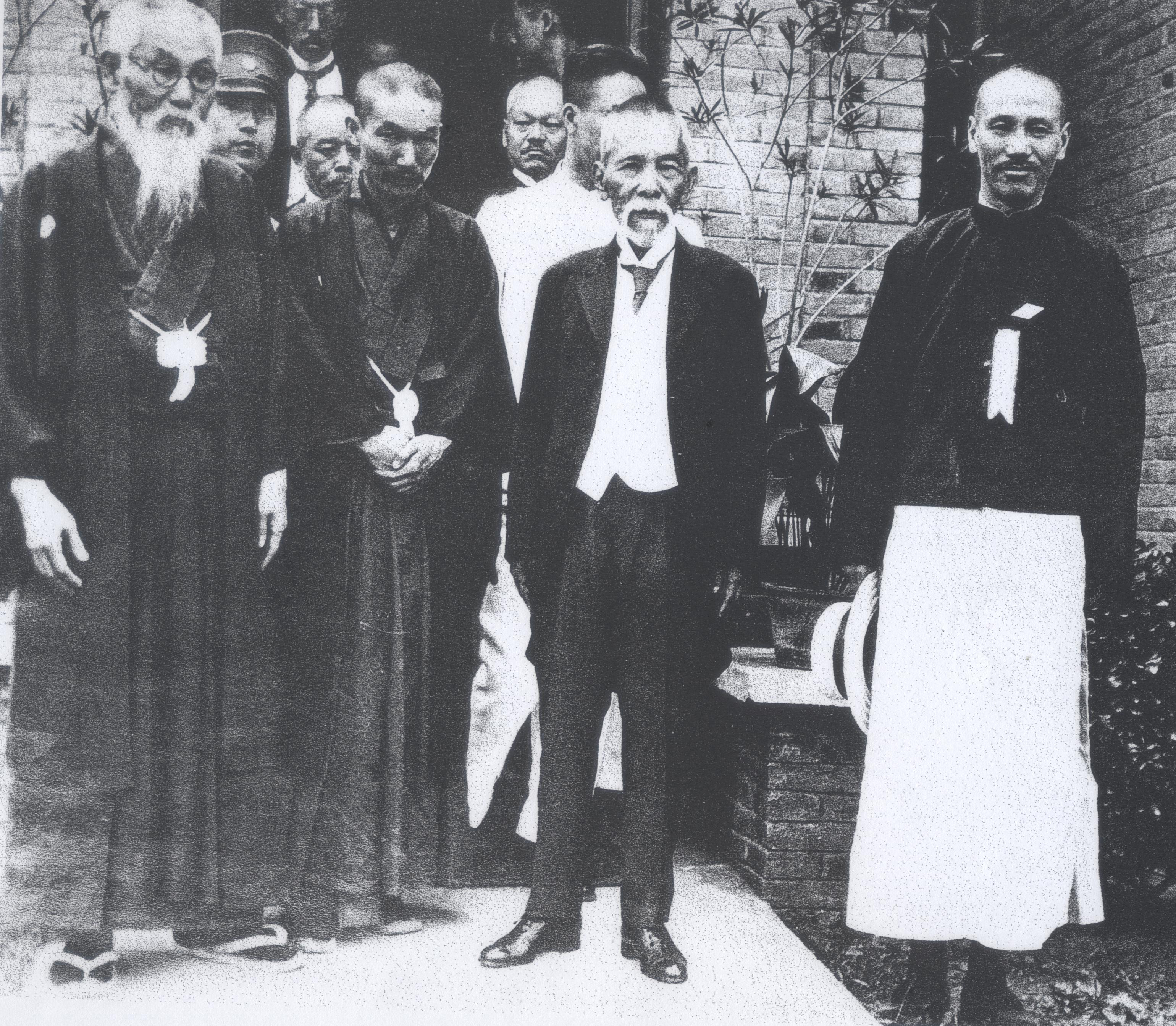
Tōyama (à gauche) avec ses amis, le futur Premier ministre Inukai Tsuyoshi (au centre) et le futur président de la République de Chine Tchang Kaï-chek (à droite) en 1929.

Tōyama est né en 1855 dans une pauvre famille samouraï du domaine de Fukuoka à Kyūshū. Durant sa jeunesse, il participa à la rébellion de Saga de 1874.
En 1881, il devint l'un des fondateurs de la société de l'Océan noir, une société secrète et organisation terroriste qui poussait à l'expansion militaire japonaise et à la conquête du continent asiatique. La société recrutait d'anciens samouraïs mais aussi des personnalités du crime organisé pour mener des actions violentes et même des assassinats contre des étrangers et des politiciens libéraux. En 1889, Tōyama et la société furent impliqués dans la tentative d'assassinat du Premier ministre Ōkuma Shigenobu.

### Coopération secrète avec le gouvernement
Juste avant le déclenchement de la première guerre sino-japonaise, Tōyama fonda la Tenyukyo, une société secrète et force paramilitaire qui opéra en Corée avant l'arrivée de l'armée impériale japonaise, préparant des cartes topographiques détaillées, repérant les installations militaires et les manœuvres chinoises et coréennes et facilitant le soutien logistique. En plus des opérations de la société de l'Océan noir en Mandchourie et en Corée, la Tenyukyo procura des interprètes et des guides à l'armée après l'invasion japonaise.
Tōyama fut un fervent partisan de la conquête de la Mandchourie et s'allia avec le mouvement anti-russe Tairo Doshikai  en 1903. Il soutint également les révolutionnaires républicains chinois et apporta un soutien considérable à Sun Yat-sen. Lorsque la révolution chinoise de 1911 commença, il se rendit personnellement en Chine pour conseiller et superviser les activités de la société de l'Océan noir et assistait Sun Yat-sen.
Après la révolution, Tōyama se retira officiellement et refusa de jouer un rôle dans la société du Dragon noir (Kokuryu-Kai) qu'il aida cependant à fonder comme successeur de la société de l'Océan noir. Il resta cependant très influent dans la politique japonaise.

#### Relations avec Hirohito
En 1920, Tōyama mobilise les forces d'extrême-droite pour intimider les opposants au mariage de Hirohito avec la femme qu'il s’était choisie, la princesse Nagako Kuni (les opposants au mariage craignaient qu'elle apporte dans la famille impériale le daltonisme attesté dans sa propre famille).

### Postérité
Bien que Tōyama resta un simple citoyen toute sa vie, il était connu sous les surnoms de « Shogun de l'ombre », « Maître-espion » ou encore de « Chef des chefs » en raison de son influence secrète et considérable sur les politiques nationalistes  et l'organisation Yakuza. Il réalisa aussi un livre intitulé Trois Shu (Katsu Kaishū, Takahashi Deishū et Yamaoka Tesshū). En dépit de son ultranationalisme, Tōyama fut paradoxalement en bons termes avec Onisaburo Deguchi, le plus fervent pacifiste du Japon. Tōyama était charismatique, complexe et reste une personnalité controversée encore aujourd'hui.
En 1932, Tōyama apporte son aide à Nisshō Inoue lors de son arrestation
.
Il meurt le 5 octobre 1944 dans sa maison de campagne de Gotenba dans la préfecture de Shizuoka au pied du mont Fuji.